# Nathalie Yasmin Mogbelzada
Nathalie Yasmin Mogbelzada (Amsterdam, 22 juni 1997) is een Nederlands model en schoonheidskoningin, winnaar van de Miss Universe Nederland 2025-verkiezing.

## Biografie
Mogbelzada is geboren in Amsterdam. Ze studeerde media en communicatie aan de Zhejiang Universiteit in Hangzhou, Zhejiang, China. Ze ging studeren aan de Hogeschool van Amsterdam om een bachelordiploma in creatieve business te behalen.

## Carrière
Mogbelzada begon haar carrière bij schoonheidswedstrijden met de titel Miss Teen van Noord-Holland 2015 en vervolgens met de titel Miss Tourism Queen International 2015 in Volksrepubliek China.
Op 14 november 2017 vertegenwoordigde ze Nederland bij Miss International 2017 in Tokio, Japan, waar ze uiteindelijk niet in de top 15 terechtkwam. Kevin Lilliana uit Indonesië won de genoemde verkiezing.
Op 14 april 2019 nam ze deel aan de Miss Supranational Nederland 2019-verkiezing, waar ze de titel won en werd opgevolgd door Kelly van den Dungen. Op 6 december 2019 vertegenwoordigde ze Nederland bij Miss Supranational 2019 in Katowice, Polen, waar ze de Miss Elegance en Best Influencer Awards won en in de Top 25 terechtkwam. Anntonia Porsild uit Thailand won de genoemde verkiezing.
Op 17 juli 2021 won ze de titel Miss Grand Nederland 2021-verkiezing en werd opgevolgd door Suzan Lips. Op 4 december 2021 vertegenwoordigde ze Nederland bij Miss Grand International 2021 en nam ze het op tegen 59 andere kandidaten in de SHOW DC Retail and Entertainment Mega Complex Floor 6 in Bangkok, Thailand, waar ze in de Top 20 terechtkwam. Nguyễn Thúc Thùy Tiên uit Vietnam won de verkiezing.
Op 8 juli 2023 nam ze deel aan Miss Nederland 2023, waar ze het opnam tegen 8 andere finalisten in het AFAS Theater in Leusden, Utrecht, waar ze tweede werd achter Rikkie Kollé.
Op 5 juli 2025 vertegenwoordigde ze Noord-Holland bij de Miss Universe Nederland 2025 en nam ze het op tegen 24 andere kandidaten in Studio 21 Hilversum in Hilversum, Noord-Holland, Nederland. Daar won ze de titel en werd ze de opgevolgster van Faith Landman.
Op 21 november 2025 vertegenwoordigt ze Nederland bij de Miss Universe 2025-verkiezing in de Impact Challenger Hall in Pak Kret, Nonthaburi, Thailand.